# Finalmente soli (film 1997)
Finalmente soli è un film italiano del 1997 diretto da Umberto Marino.

## Trama
Due ex compagni di università, Andrea e Sandro, dopo il naufragio dei rispettivi matrimoni decidono di rifarsi una vita da scapoli e vanno a vivere a casa di Christian, il nipote di Sandro. Il matrimonio di Alberto barcolla perché lui e sua moglie non riescono ad avere un figlio, nonostante i tentativi. A differenza di Sandro, Andrea vorrebbe riappacificarsi con la moglie Irene, ma lei non lo ama più. Quando le coppie si presentano in tribunale per dare l'avvio alle pratiche di separazione, si scopre che Christian ha un problema al cuore.